# ویکی واچی (فلوریدا)
ویکی واچی (به انگلیسی: Weeki Wachee) شهری در شهرستان هرناندو ایالت فلوریدا است که در سال ۱۹۶۶ بنیان‌گذاری شده‌است. این شهر طبق سرشماری سال ۲۰۱۰ میلادی، ۱۲ نفر جمعیت داشته و مساحت آن نیز ۲٫۷ کیلومتر مربع است.